# Renew Europe
Renew Europe (în română Reînnoim Europa) este al patrulea grup politic din Parlamentul European ca mărime, cu 80 de membri din 22 de țări ale Uniunii Europene. Acesta este succesorul grupului Alianței Liberalilor și Democraților pentru Europa (ALDE), care a existat între anii 2004 și 2019. 
Grupul Renew Europe este alcătuit din două partide politice europene: Alianța Liberalilor si Democraților pentru Europa (ALDE) și Partidul Democrat European (PDE).

## Istorie

### Înființarea partidului
În luna mai a anului 2019, la o dezbatere ce viza alegerile pentru Parlamentul European, Guy Verhofstadt, președintele grupului Alianței Liberalilor și Democraților pentru Europa (ALDE), a anunțat că în urma scrutinului grupul său parlamentar va fi dizolvat și că se va forma o alianță cu formațiunea „Renaissance” a președintelui francez Emmanuel Macron. Astfel, pe parcursul următoarelor săptămâni grupul s-a autointitulat „ALDE+Renaissance+USR PLUS”.
La data de 12 iunie 2019 a fost anunțat numele noii formațiuni, după încheierea unei alianțe cu partidul En Marche!.

## Membrii grupului
| Țara          | Partidul național                               | Partidul european | Europarlamentari (2019-2024) |
| ------------- | ----------------------------------------------- | ----------------- | ---------------------------- |
| Austria       | NEOS - Noua Austrie și Forumul Liberal          | ALDE              | 1 / 18                       |
| Belgia        | Liberalii și Democrații Flamanzi                | ALDE              | 2 / 21                       |
| Belgia        | Mișcarea Reformistă                             | ALDE              | 2 / 21                       |
| Bulgaria      | Mișcarea pentru Drepturi și Liberăți            | ALDE              | 3 / 17                       |
| Cehia         | ANO 2011                                        | ALDE              | 6 / 21                       |
| Croația       | Coaliția Amsterdam                              |                   | 1 / 11                       |
| Danemarca     | Venstre                                         | ALDE              | 3 / 13                       |
| Danemarca     | Partidul Social-Liberal Danez                   | ALDE              | 2 / 13                       |
| Estonia       | Partidul Centrist din Estonia                   | ALDE              | 1 / 6                        |
| Estonia       | Partidul Reformei din Estonia                   | ALDE              | 2 / 6                        |
| Finlanda      | Partidul Centrist din Finlanda                  | ALDE              | 2 / 13                       |
| Finlanda      | Partidul Popular din Finlanda                   | ALDE              | 1 / 13                       |
| Franța        | Renașterea                                      |                   | 10 / 74                      |
| Franța        | Mișcarea Democrată                              | PDE               | 5 / 74                       |
| Franța        | Independenți                                    |                   | 4 / 74                       |
| Franța        | Agir                                            |                   | 1 / 74                       |
| Franța        | Mișcarea Radicală                               | ALDE              | 1 / 74                       |
| Germania      | Partidul Liber Democrat                         | ALDE              | 5 / 96                       |
| Germania      | Alegători liberi                                | PDE               | 2 / 96                       |
| Irlanda       | Fianna Fáil                                     | ALDE              | 1 / 11                       |
| Letonia       | Dezvolatre/Pentru!                              | ALDE              | 1 / 8                        |
| Lituania      | Partidul Muncitoresc                            | ALDE              | 1 / 11                       |
| Lituania      | Mișcarea Liberală                               | ALDE              | 1 / 11                       |
| Luxemburg     | Partidul Democrat                               | ALDE              | 2 / 6                        |
| Regatul Unit  | Liberalii Democrați                             | ALDE              | 16 / 70                      |
| Regatul Unit  | Partidul Alianța pentru Irlanda de Nord         | ALDE              | 1 / 3                        |
| România       | Reînnoim Proiectul European al României         | Nu are            | 5 / 32                       |
| România       | Uniunea Salvați România                         | ALDE              | 2 / 32                       |
| Slovacia      | Slovacia Progresistă                            | PDE               | 2 / 14                       |
| Slovenia      | Lista lui Marjan Šarec                          | ALDE              | 2 / 8                        |
| Spania        | Cetățenii - Partidul cetățenilor                | ALDE              | 7 / 54                       |
| Spania        | Partidul Naționalist Basc                       | PDE               | 1 / 54                       |
| Suedia        | Partidul Centrist                               | ALDE              | 2 / 20                       |
| Suedia        | Liberalii                                       | ALDE              | 1 / 20                       |
| Țările de Jos | Partidul Popular pentru Libertate și Democrație | ALDE              | 4 / 26                       |
| Țările de Jos | Democrații 66                                   | ALDE              | 2 / 26                       |
| Ungaria       | Mișcarea Momentum                               | ALDE              | 2 / 21                       |
| Total         | Total                                           | Total             | 108 / 751                    |

## Legături externe
- Website Oficial